# Premiul Bambi

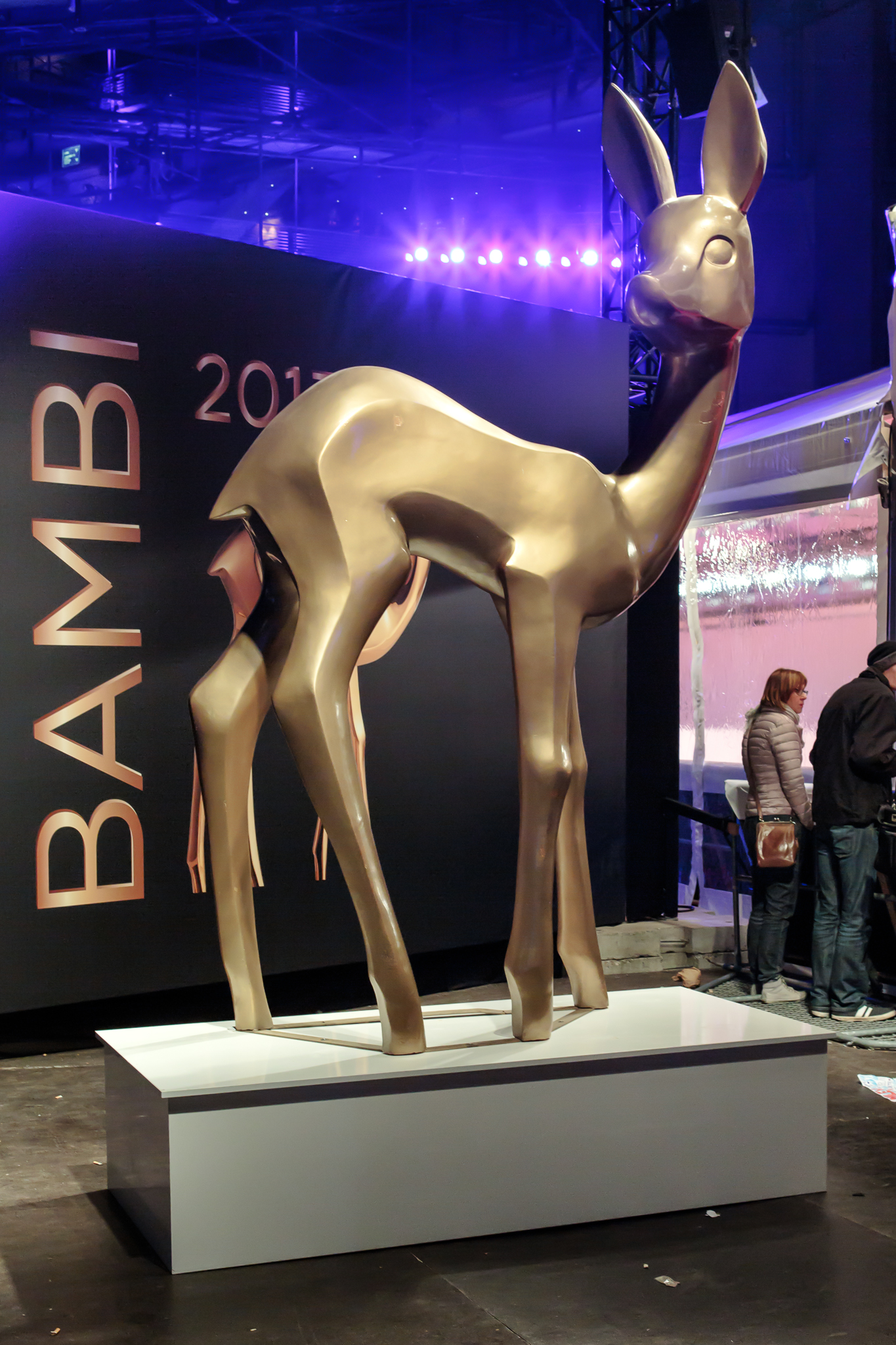
Statueta la premierea Bambi în Berlin, 2013

Premiul Bambi, este un premiu acordat anual de mass media din anul 1948  în Germania. El este o distincție pe care acordă și publicul german, "persoanelor vizionare, creative, care au entuziasmat spectatorii". Comisia de acordare a premiului este alcătuită de obicei din regizori renumiți și redactori șefi de la concernul Burda. Emisiunea de acordare a premiilor a fost frecvent moderată de Harald Schmidt și Eva Padberg.

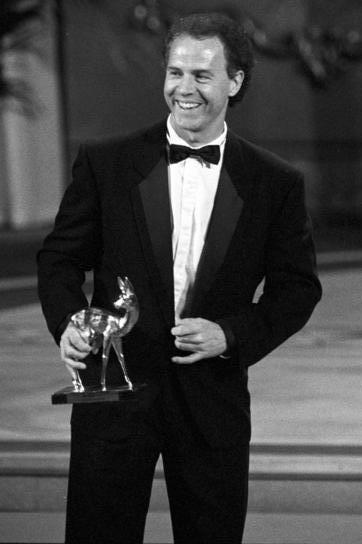
Acordarea premiului lui Franz Beckenbauer (1990)

## Câștigătorii premiului

### 2006
- Onorific: reginei Silvia a Suediei
- Operă: actorilor Nadja Tiller și Walter Giller
- Cultură: actorului Mario Adorf
- Artă: pictorului Jörg Immendorff
- Shooting-Star: Scissor Sisters
- Modă: Roberto Cavalli
- Clasic: Anna Netrebko
- Musică națională: Juli
- Sport: Jens Lehmann și Oliver Kahn
- Angajament: Igor Wetzel, Kevin Barth și Stefanie Dörrer - pentru sprijinul acordat la CM de fotbal
- Documentar: Sönke Wortmann pentru Deutschland. Ein Sommermärchen
- Film internațional: Samuel L. Jackson
- Film național: Bernd Eichinger, Tom Tykwer și Ben Whishaw pentru Das Parfum – Die Geschichte eines Mörders
- Actor național feminin: Heike Makatsch
- Actor național masculin: Sebastian Koch
- Premiul publicului: pentru filmul Margarete Steiff

### 2007
- Actor național: Armin Mueller-Stahl
- Cel mai bun actor național: Matthias Schweighöfer pentru Das wilde Leben
- Cea mai bună actriță națională: Katja Riemann pentru Das wahre Leben și Ein fliehendes Pferd
- Serial TV Internațional: Eva Longoria
- Informație: Maybrit Illner
- Musică internațională: Jon Bon Jovi
- Cultură: Hape Kerkeling
- Modă: Christopher Bailey
- Sport: Echipa națională de fotbal feminin
- Comeback : Henry Maske
- Courage: Tom Cruise
- Angajament social: Kinder brauchen uns
- Operă: Sophia Loren
- Onorific: Rania de Jordania
- Premiul special al juriului: Contergan
- Bambi surpriză: Johannes Heesters
- Premiul publicului: Die Flucht

### 2008
- Pop-internațional: Britney Spears
- Angajament: Kinderhospiz Bärenherz
- Manager: Stefan Raab
- Premiul extra Bambi-Jury: Lewis Hamilton,
- Film național: Nora Tschirner cu Til Schweiger (Keinohrhasen)
- Operă: Hardy Krüger
- Actriță națională: Johanna Wokalek
- Actor național: Michael Herbig
- Actriță internațională: Meg Ryan
- Actor internațional: Keanu Reeves
- TV: Christine Neubauer
- Classic: Plácido Domingo
- Cultură: Cornelia Funke
- Modă: Tommy Hilfiger
- Moderare: Frank Plasberg
- Shooting-Star al anului: Leona Lewis
- Sport: Matthias Steiner, halterofil campion olimpic în 2008
- Premiul publicului: „Nachrichtenmann des Jahres“ Peter Kloeppel (RTL aktuell)
- Onorific: Johannes Heesters (Patricia Riekel)

### 2009
- Film național: Michael Herbig, Jonas Hämmerle, Mercedes Jadea Diaz (Wickie und die starken Männer)
- Premiul mileniului: Helmut Kohl
- Creativitate: Giorgio Armani
- Pop național: Silbermond
- Pop internațional: Shakira
- Operă: Maximilian Schell
- Actriță internațională: Kate Winslet
- Actor național: Jessica Schwarz
- Actor internațional: Christoph Waltz
- Actor național: Edgar Selge
- Sport: Vitali Klitschko și Wladimir Klitschko
- Angajament: Jürgen Schulz pentru  Björn-Schulz-Stiftung
- Eroului modest: Christoph Wonneberger, Siegbert Schefke și Aram Radomski pentru inițierea demonstrațiilor din RDG Montagsdemonstrationen
- Economie: Uli Hoeneß
- Hollywood german: Caroline Link, Michael Ballhaus, Roland Emmerich, Oliver Hirschbiegel și Florian Henckel von Donnersmarck
- Premiul extra al juriului: Wolfgang Joop
- Premiul publicului: Krupp - Eine deutsche Familie
- Onorific: Johannes Heesters (Patricia Riekel primește toată viața anual premiul)

### 2010
- Pop național: Unheilig
- Pop internațional: Gossip
- Shooting Star: Hurts
- Actriță națională: Hannah Herzsprung pentru Weissensee
- Actor național: Florian David Fitz pentru Vincent will Meer
- Cel mai bun film: Tatort, Weil sie böse sind
- Sport: Verena Sailer și Verena Bentele
- Talent: Sophia Münster și Jana Münster pentru Hanni & Nanni
- Planeta noastră: Jane Goodall
- Caritate: Orlando Bloom
- Operă: Udo Lindenberg
- Integrare: Mesut Özil
- Cultură: Christoph Schlingensief (post mortem)
- Premiul mileniului: Hans-Dietrich Genscher
- Premiul extra al juriului: Joachim Löw și echipa lui ca: (Hans-Dieter Flick, Andreas Köpke)
- Eroul modest: Claus Muchow, Daniela Lesmeister, Tom Wenzel
- Premiul publicului: (cel mai apreciat serial): Um Himmels Willen
- Bambi surpriză: Sarah Jessica Parker
- Onorific: Johannes Heesters (Patricia Riekel conferă toată viața anual premiul)

### 2011
- Film internațional: Gwyneth Paltrow
- Film național: „Männerherzen” (Inimi de bărbat) de Simon Verhoeven
- Planeta noastră: Ric O'Berry
- Opera vieții: Ruth Maria Kubitschek
- Comeback: Rosenstolz (formație)
- Newcomer: Tim Bendzko
- Integrare: Bushido
- Divertisment: Justin Bieber
- Evenimentul TV al anului: Thomas Gottschalk
- Actriță națională: Jeanette Hain
- Pop internațional: Lady Gaga
- Premiul mileniului: Helmut Schmidt
- Actor național: Matthias Brandt
- Premiul publicului: Der Mann mit dem Fagott (Omul cu fagotul)
- Talent: Sarah Pisek